# Rikarudo Higa
Rikarudo Higa (比嘉 リカルド Higa Rikarudo?,  nacido el 4 de mayo de 1973 en Campinas) es un exfutbolista japonés. Jugaba de centrocampista y su último club fue el FC Ryukyu de Japón.

## Trayectoria

### Clubes
| Club                   | País   | Año         |
| ---------------------- | ------ | ----------- |
| Rio Branco             | Brasil | 1992        |
| Santa Helena           | Brasil | 1994        |
| Roma Esporte Apucarana | Brasil | 1995        |
| Yaita SC               | Japón  | 1998        |
| Albirex Niigata        | Japón  | 1999        |
| Okinawa Kariyushi FC   | Japón  | 2000        |
| FC Ryukyu              | Japón  | 2003 - 2006 |